# Bulbophyllum inunctum
Bulbophyllum inunctum là một loài phong lan thuộc chi Bulbophyllum.